# Сент-Мариенн
«Сент-Мариенн» (фр. Sainte-Marienne) — реюньонский футбольный клуб из Сент-Мари. Выступает в чемпионате Реюньона. Домашней ареной клуба является стадион Нельсона Манделы, вместимостью 1500 зрителей. Клубный цвет — синий.

## История
Футбольный клуб «Сент-Мариенн» основан в 2004 году благодаря слиянию команд «Сент-Мари» и «Динамо» (Сент-Мари).
Единственный раз в чемпионате Реюньона команда побеждала в 2013 году. Кубок Реюньона «Сент-Мариенн» выигрывал дважды и дважды играл в финале. Также в активе клуба есть две победы на региональном турнире, позволяющем выступить в Кубке Франции. Дебют «Сент-Мариенна» в рамках Кубка Франции состоялся в 2007 году, где реюньонский клуб уступил в первом матче «Мюлузу» (0:1). В следующих сезонах команда выходила на поле против таких коллективов как «Газелек» и «Париж».
На всеафриканском уровне «Сент-Мариенн» играл один раз, приняв участие в Кубке Конфедерации КАФ 2011 года, где выбыл после противостояния с южноафриканским клубом «Бидвест Витс» (1:4 по сумме двух матчей). Также в активе клуба есть участие в финале Кубка чемпионов Индийского океана 2014 года.
В составе команды играли футболисты, имеющие опыт выступления за национальные сборные: Ясин Саанди (Коморы), Бадара Сене (Сенегал), Андо Маноэланцоа (Мадагаскар) и Энди Софи (Маврикий).

## Достижения
- Чемпион Реюньона: 2013
- Победитель Кубка Реюньона: 2010

## Последние результаты
| Сезон   | Див. | Место | Кубок Реюньона | Кубок Франции |      | Сезон | Див. | Место      | Кубок Реюньона | Кубок Франции |
| ------- | ---- | ----- | -------------- | ------------- | ---- | ----- | ---- | ---------- | -------------- | ------------- |
| 2010    | I    | 2     | Победитель     | 1/8 финала    | 2018 | I     | 5    |            | 1/2 финала     |               |
| 2011    | I    | 3     | 1/8 финала     | 1/4 финала    | 2019 | I     | 2    | 1/2 финала | Победитель     |               |
| 2012    | I    | 3     | 1/2 финала     | 1/8 финала    | 2020 | I     | 5    | Финалист   |                |               |
| 2013    | I    | 1     | 1/8 финала     | Победитель    | 2021 | I     | 3    |            | 1/8 финала     |               |
| 2014    | I    | 4     | 1/2 финала     | 1/4 финала    | 2022 | I     | 6    | 1/4 финала | 1/2 финала     |               |
| 2015    | I    | 3     | 1/16 финала    | Победитель    | 2023 | I     | 13   |            |                |               |
| 2016/17 | I    | 2     | 1/8 финала     |               | 2024 | I     |      |            |                |               |
| 2017    | I    | 3     |                |               | 2025 | I     |      |            |                |               |

## Континентальный турнир
| Сезон | Турнир                 | Этап   | Соперник     | Дома | Гости | Общий |
| ----- | ---------------------- | ------ | ------------ | ---- | ----- | ----- |
| 2011  | Кубок Конфедерации КАФ | предв. | Бидвест Витс | 1:0  | 0:4   | 1:4   |